# 美国物理学会流体力学奖
流体力学奖（英語：Fluid Dynamics Prize）是美国物理学会颁发的流体力学奖项，自1979年起每年颁发一次，以奖励在流体力学领域作出杰出贡献的科学家。该奖项是美国物理学会流体力学分会最为重要的奖项。2004年起，奥托·拉波特奖并入流体力学奖。

## 历届获奖者
- 1979年：林家翘
- 1980年：汉斯·利普曼（英语：Hans W. Liepmann）
- 1981年：菲利普·克莱巴诺夫（Philip S. Klebanoff）
- 1982年：霍华德·埃蒙斯（英语：Howard Wilson Emmons）
- 1983年：斯坦利·科尔森（英语：Stanley Corrsin）
- 1984年：乔治·卡里尔（英语：George F. Carrier）
- 1985年：易家训
- 1986年：罗伯特·琼斯（英语：Robert Thomas Jones (engineer)）
- 1987年：阿纳托尔·罗什科（英语：Anatol Roshko）
- 1988年：盖仑·舒鲍尔（Galen B. Schubauer）
- 1989年：威廉·威尔马斯（William W. Willmarth）
- 1990年：约翰·拉姆利（英语：John L. Lumley）
- 1991年：安德烈亚斯·艾克里沃（英语：Andreas Acrivos）
- 1992年：威廉·西尔斯（英语：William R. Sears）
- 1993年：吴耀祖
- 1994年：斯蒂芬·H·戴维斯（英语：Stephen H. Davis）
- 1995年：哈里·斯温尼（英语：Harry Swinney）
- 1996年：帕尔维茨·穆因（英语：Parviz Moin）
- 1997年：路易斯·诺伯格·霍华德（英语：Louis Norberg Howard）
- 1998年：法兹勒·侯赛因（英语：Fazle Hussain）
- 1999年：丹尼尔·约瑟夫（英语：Daniel D. Joseph）
- 2000年：弗里德里希·赫尔曼·布谢（Friedrich Hermann Busse）
- 2001年：霍华德·布伦纳（英语：Howard Brenner）
- 2002年：加里·利尔（英语：L. Gary Leal）
- 2003年：杰里·戈勒布（Jerry Gollub）
- 2004年：乔治·霍姆西（George M. (Bud) Homsy）
- 2005年：罗纳德·阿德里安（英语：Ronald Adrian）
- 2006年：托马斯·隆格伦（英语：Thomas S. Lundgren）
- 2007年：京特·阿勒斯（Guenter Ahlers）
- 2008年：朱利奥·奥蒂诺（Julio M. Ottino）
- 2009年：斯蒂芬·波普（英语：Stephen B. Pope）
- 2010年：约翰·欣奇（英语：E. John Hinch）
- 2011年：托尼·马克斯沃西（英语：Tony Maxworthy）
- 2012年：约翰·布拉迪（英语：John F. Brady (engineer/scientist)）
- 2013年：埃莱娜·奥兰（英语：Elaine Oran）
- 2014年：吉纳维芙·孔特-贝洛（Genevieve Comte-Bellot）
- 2015年：莫尔塔扎·加里卜（Morteza Gharib）
- 2016年：霍华德·斯通（英语：Howard A. Stone）